# Municipio de Bethel (Dakota del Sur)
El municipio de Bethel (en inglés: Bethel Township) es un municipio ubicado en el condado de Clay en el estado estadounidense de Dakota del Sur. En el año 2010 tenía una población de 176 habitantes y una densidad poblacional de 1,9 personas por km².

## Geografía
El municipio de Bethel se encuentra ubicado en las coordenadas 42°57′11″N 97°6′6″O / 42.95306, -97.10167. Según la Oficina del Censo de los Estados Unidos, el municipio tiene una superficie total de 92.87 km², de la cual 92,87 km² corresponden a tierra firme y (0 %) 0 km² es agua.

## Demografía
Según el censo de 2010, había 176 personas residiendo en el municipio de Bethel. La densidad de población era de 1,9 hab./km². De los 176 habitantes, el municipio de Bethel estaba compuesto por el 98,86 % blancos, el 0,57 % eran amerindios y el 0,57 % eran de una mezcla de razas. Del total de la población el 0,57 % eran hispanos o latinos de cualquier raza.